# Heavenly juice
Heavenly Juice est le premier EP de la chanteuse Liesje Sadonius, une première version composée de 7 titres démos voit le jour en 2007. Cette version est actuellement épuisée et était destinée à la base à la promotion de l'artiste. Trois ans plus tard, soit en 2010, un EP digital sort comportant 4 chansons de celles déjà proposé sur le premier EP mais dans une version finalisée.

## Heavenly Juice
| 1.    | Cry             | Liesje Sadonius; Rick Rosseels; Gert Bettens | 4:12 |
| 2.    | Take Me Home    | Liesje Sadonius; Rick Rosseels               | 4:18 |
| 3.    | Good Girl       | Liesje Sadonius; Rick Rosseels               | 5:23 |
| 4.    | Forbidden Fruit | Liesje Sadonius; Rick Rosseels               | 4:34 |
| 18:28 |                 |                                              |      |

| Heavenly Juice (2007 EP) | Heavenly Juice (2007 EP) | Heavenly Juice (2007 EP)                     | Heavenly Juice (2007 EP) | Heavenly Juice (2007 EP) | Heavenly Juice (2007 EP) | Heavenly Juice (2007 EP) | Heavenly Juice (2007 EP) | Heavenly Juice (2007 EP) | Heavenly Juice (2007 EP) |
| No                       | Titre                    | Auteur                                       | Durée                    |                          |                          |                          |                          |                          |                          |
| ------------------------ | ------------------------ | -------------------------------------------- | ------------------------ | ------------------------ | ------------------------ | ------------------------ | ------------------------ | ------------------------ | ------------------------ |
| 1.                       | Good Girl                | Liesje Sadonius; Rick Rosseels               | 5:19                     |                          |                          |                          |                          |                          |                          |
| 2.                       | Cry                      | Liesje Sadonius; Rick Rosseels; Gert Bettens | 4:15                     |                          |                          |                          |                          |                          |                          |
| 3.                       | Take Me Home             | Liesje Sadonius; Rick Rosseels               | 4:24                     |                          |                          |                          |                          |                          |                          |
| 4.                       | Forbidden Fruit          | Liesje Sadonius; Rick Rosseels               | 4:40                     |                          |                          |                          |                          |                          |                          |
| 5.                       | The Boy Nextdoor         | Liesje Sadonius; Rick Rosseels               | 5:22                     |                          |                          |                          |                          |                          |                          |
| 6.                       | Bunny                    | Liesje Sadonius; Rick Rosseels               | 4:36                     |                          |                          |                          |                          |                          |                          |
| 7.                       | Night & Day              | Liesje Sadonius; Rick Rosseels               | 5:16                     |                          |                          |                          |                          |                          |                          |
| 33:55                    |                          |                                              |                          |                          |                          |                          |                          |                          |                          |